# Слобода (Пионерское сельское поселение)
Слобода — деревня в Смоленском районе Смоленской области России. Входит в состав Пионерского сельского поселения. По состоянию на 2010 год постоянного населения не имеет. 
Расположена в западной части области в 7 км к юго-западу от Смоленска, в 7 км южнее автодороги А141 Орёл — Витебск, на берегу реки Сож. В 13 км севернее деревни расположена железнодорожная станция Дачная-1 на линии Смоленск — Витебск. 

## История
В годы Великой Отечественной войны деревня была оккупирована гитлеровскими войсками в июле 1941 года, освобождена в сентябре 1943 года. 